# Alfred Tarski
Alfred Tarski   (Varsòvia, 14 de gener de 1901 - Berkeley, 26 d'octubre de 1983) va ser un filòsof polonès especialitzat en lògica i un matemàtic destacat. Va haver de deixar el seu país per l'avanç dels nazis (era de família jueva) i es va refugiar als Estats Units fins a la seva mort.

## Biografia
Tarski va néixer en una família jueva a Varsòvia quan encara la ciutat era sota sobirania russa. El cognom de la família era Tajtelbaum (en polonès) o Teitelbaum (en ídix, alemany), però el van convertir en Tarski en convertir-se al catolicisme el 1924. Després de fer el estudis secundaris en un dels instituts més prestigiosos de Varsòvia, va ingressar el 1918 a la universitat de Varsòvia amb la intenció inicial de fer biologia, però influenciat per Leśniewski va canviar a les matemàtiques i es va doctorar el 1924 amb una tesi dirigida pel mateix Leśniewski.
Tot i que va ser professor ajudant a la universitat de Varsòvia a partir de 1924, els seus ingressos eren tan minsos que també era professor de matemàtiques de secundària al Institut Zeromski de Varsòvia, on va conèixer la professora Maria Witkowski, qui es va convertir en la seva dona el 1929. Durant els anys 20's i 30's va publicar diversos articles sobre lògica, teoria de conjunts, grans cardinals, teoria de la mesura i temes connexes de matemàtiques pures, que el van donar a conèixer, concedint-li un prestigi internacional notable.
El setembre 1939, quan el règim nazi va envair Polònia, Tarski es trobava a Boston a invitació de Quine per participar en un congrès científic a la universitat Harvard. Tot i que la seva esposa i els seus dos fills estaven a Polónia, va haver de prendre la dolorosa decisió de quedar-se als Estats Units, ja que com a jueu, el seu futur a Polònia estava compromès; de fet, els seus pares i el seu germà i la cunyada van morir durant l'holocaust. No es va tornar a reunir amb la seva dona i fills fins al 1946 a Berkeley.
Durant els primers anys de la guerra va tenir llocs docents i de recerca temporals a diferents institucions com Harvard, City College de Nova York o Institut d'Estudis Avançats de Princeton, però el 1942 va rebre una oferta, també temporal, de la universitat de Califòrnia a Berkeley que es va convertir en fixa l'any 1945 i en la que va romandre fins al 1968, quan es va convertir en professor emèrit, continuant la seva activitat fins al 1973, en que es va retirar definitivament. Tot i així, va continuar en contacte i ajudant la universitat fins a la seva mort el 1983.

## Pensament
Va escriure més de 2500 pàgines sobre matemàtiques, sobretot de teoria de grups i geometria. Posteriorment es va ocupar de l'àlgebra. En lògica va seguir Charles Sanders Peirce en la relació dels signes i va redefinir el concepte de deducció, cosa que va permetre formalitzar la metamatemàtica. Igualment va destacar pel seu concepte de veritat semàntica (que va influir en els treballa de Donald Herbert Davidson i Karl Popper, entre d'altres). Segons el valor de veritat hi havia diversos tipus d'elements lògics: individus, funcions, predicats, quantificadors, conjunts i nocions de segon ordre.

## Llegat
Una prova de la importància del seu llegat és la quantitat de teoremes i conceptes que porten el seu nom, entre els quals destaquen:
- Teorema Knaster–Tarski
- Teorema de Tarski[12]
- Paradoxa de Banach-Tarski: que demostra que una esfera pot descompondre's en un nombre finit de peces i esdevenir dues boles iguals a la primera.[13]
- Axiomes de Tarski[14]
- Algorisme Tarski–Kuratowski[15]
- Teoria semàntica de la veritat[16]